# 杨娅辉
杨娅辉（1960年9月—），辽宁丹东人，中华人民共和国政治人物。大学学历。

## 生平
杨娅辉于1976年12月参加工作，1980年进入党政机关工作并在1984年入党。进入焦作市政坛前历任共青团河南省焦作市委宣传部部长、河南省沁阳市副市长、河南省沁阳市委副书记兼市长等职务。2004年进入焦作市政坛，2018年接替秦海彬成为河南省焦作市政协主席兼党组书记。